# Гугон из Флёри
Гугон из Флёри (лат. Hugo Floriacensis, фр. Hugues de Fleury, или Hugues de Sainte-Marie; ум. после апреля 1122) — французский хронист и церковный писатель, монах-бенедиктинец из аббатства Флёри, автор богословских, агиографических и исторических сочинений.

## Жизнь и труды
Биографические сведения почти отсутствуют, возможно, имел норманнское происхождение и в юности изучал каноническое право. Вступив в орден бенедиктинцев, подвизался в аббатстве Флёри, или Святого Бенедикта на Луаре. Поддерживал связи с известным богословом епископом Иво Шартрским, учеником известного норманнского церковного деятеля Ланфранка. Умер после 1122 года, возможно, около 1135 года.
Около 1010 года составил на латыни краткую «Хронику» (лат. Chronicon), или «Церковную историю» (лат. Historia ecclesiastica) в четырёх книгах, посвятив её Аделе Нормандской, дочери нормандского герцога Вильгельма Завоевателя и супруге графа Блуаского и Шартрского Этьена II. 
В первой половине 1120-х годов написал более обстоятельные и подробные «Деяния современных королей франков» (лат. Historia nova Francorum, или Historia moderna), посвятив их «императрице» Матильде, дочери Генриха I Боклерка и супруге императора Священной Римской империи Генриха V. Хроника эта охватывает историю Франции с 911 до 1108 года, начиная с установления власти герцога Роллона в Нормандии, и кончая смертью французского короля Филиппа I, сына Анны Киевской, сообщая, в частности, о браках последней с Генрихом I и Раулем де Крепи. 
Из его церковно-полемических сочинений можно отметить «Книгу о королевской власти и церковном благочестии» (лат. Libellus de Regia Potestate et Sacerdotali dignitati), посвящённую королю Генриху I, в которой он занимает посредническую позицию в споре об инвеституре, а из агиографических «Чудеса Св. Бенедикта» (лат. Miracula Sancti Benedicti) и «Жизнь благочестивого клирика» (лат. Vita Sancti Sacerdotis).

## Издания
- Hugonis Floriacensis liber qui modernorum regum Francorum continet actus, ed. G. Waitz // Monumenta Germaniae Historica, Scriptores. — Band 9. — Hannover, 1851. — pp. 376-395.